# 河口和也
河口 和也（かわぐち かずや、1963年 - ）は、日本の社会学者。広島修道大学人文学部教授。同性婚やパートナーシップ宣誓制度の研究を行うとともに、法整備に向け、各地で講演を行っている。性的少数者（LGBTなど）についての意識に関する全国調査（2015年、2019年実施）では中心的な役割を果たした。

## 来歴
愛知県名古屋市出身。筑波大学大学院修了。同大学院博士課程退学。
1991年2月12日、東京都が前年に同性愛者への宿泊施設「府中青年の家」の利用を拒否したことをめぐり、市民団体「動くゲイとレズビアンの会」（現・アカー）が損害賠償を求めて訴訟を提起した。原告は永田雅司、風間孝、神田政典の3人が務めた。河口もアカーのメンバーとして裁判をともに戦った。1994年3月、東京地裁は原告勝訴の判決を下し、1997年9月、東京高裁は都の控訴を棄却した。
同性愛者であることを公表しており、2003年12月、『クイア・スタディーズ』（岩波新書）を出版した。2010年3月には前述の風間と共著で『同性愛と異性愛』（岩波新書）を出版した。
2018年12月、広島大学のダイバーシティ研究センターに連携研究者として加わった。
2020年、同性婚の合憲性を問う集団訴訟（「結婚の自由をすべての人に」訴訟）において、河口は意見書を提出。欧米における同性愛の脱病理化の歴史や当事者による闘争の歴史などを解説した。また、風間も赤枝香奈子との連名で原告側の主張を支持する立場の意見書を裁判所に提出し、2021年から2023年にかけて出された複数の違憲判決に寄与した。
2021年11月、河口ら12人の著者による『クィア・シネマ・スタディーズ』（晃洋書房）が刊行。河口は『真夜中のパーティー』、ドキュメンタリー映画『ハーヴェイ・ミルク』、『ミルク』などについて論じた。

## 著書
単著・共著
- キース・ヴィンセント、風間孝、河口和也『ゲイ・スタディーズ』青土社、1997年6月。ISBN 978-4791755554。
- 河口和也『クイア・スタディーズ』岩波書店、2003年12月18日。ISBN 978-4000270045。
- 虎井まさ衛、大月純子、河口和也『性なる聖なる生―セクシュアリティと魂の交叉』緑風出版、2005年3月。ISBN 978-4846105037。
- 風間孝、河口和也『同性愛と異性愛』岩波書店〈岩波新書〉、2010年3月20日。ISBN 978-4-00431235-2。
- 風間孝、河口和也、守如子、赤枝香奈子『教養のためのセクシュアリティ・スタディーズ』法律文化社、2018年11月29日。ISBN 978-4589039705。
- 菅野優香、河口和也、長島佐恵子、出雲まろう、赤枝香奈子ほか 著、菅野優香 編『クィア・シネマ・スタディーズ』晃洋書房、2021年11月10日。ISBN 978-4771035539。

編著
- 風間孝、キース・ヴィンセント、河口和也 編『実践するセクシュアリティ―同性愛・異性愛の政治学』動くゲイとレズビアンの会、1998年8月。ISBN 978-4901039024。

訳書
- デニス・アルトマン 著、河口和也、風間孝、岡島克樹 訳『グローバル・セックス』岩波書店、2005年2月16日。ISBN 978-4000226141。
- デニス・アルトマン 著、岡島克樹、河口和也、風間孝 訳『ゲイ・アイデンティティ―抑圧と解放』岩波書店、2010年1月14日。ISBN 978-4000227773。